# Eléni Karaïndrou
Eléni Karaḯndrou ou Eléni Karaïndrou (en grec : Ελένη Καραΐνδρου, parfois connue en français sous le nom d'Hélène Karaindrou), née le 25 novembre 1941, à Tíchio, en Grèce, est une pianiste et compositrice, notamment de musiques de films, de pièces de théâtre et de séries télévisées.

## Biographie
Eléni Karaindrou étudie tout d'abord la théorie musicale et le piano mais suit également des cours d'histoire et d'archéologie à l'Université d'Athènes ainsi qu'une formation en ethnomusicologie et une initiation à l'orchestration dans de prestigieuses institutions parisiennes. 
En 1975, elle se lance dans la composition de musiques pour le théâtre et le cinéma (18 longs métrages, 35 pièces de théâtre et 11 séries télévisées et téléfilms). Eléni KaraÏndrou est principalement connue pour sa collaboration avec le réalisateur Theo Angelopoulos pour lequel elle a composé la musique de sept films. Elle a également travaillé avec d'autres réalisateurs grecs et étrangers, dont Chris Marker, Jules Dassin et Margarethe von Trotta. 
Eléni Karaïndrou est récompensée en 1992 par le prix Fellini d'Europa Cinemas pour la totalité de son œuvre.

## Discographie
- 1975 : Η Mεγάλη Aγρυπνιά (La longue veillée), chanté par María Farantouri
- 1979 : Wandering
- 1982 : Rosa
- 1983 : The Price of Love
- 1984 : Voyage à Cythère, musique du film de Theo Angelopoulos
- 1986 : L'Apiculteur, musique du film de Theo Angelopoulos
- 1986 : Paysage dans le brouillard
- 1988 : Live Recordings-Athene Concert
- 1990 : L'Africana, musique du film de Margarethe von Trotta
- 1991 : Unreleased Recordings
- 1991 : Le Pas suspendu de la cigogne, musique du film de Theo Angelopoulos)
- 1992 : Music for Films
- 1995 : Le Regard d'Ulysse, musique du film de Theo Angelopoulos
- 1996 : Rosa - Wandering
- 1998 : L'Éternité et Un Jour, musique du film de Theo Angelopoulos
- 2001 : Trojan Women (Les Troyennes), musique pour la pièce d'Euripide
- 2004 : Eléni : la terre qui pleure, musique du film de Theo Angelopoulos
- 2006 : Elegy of the Uprooting - Live
- 2009 : La Poussière du temps, musique du film de Theo Angelopoulos
- 2013 : Concert à Athènes
- 2014 : Medea, d'après Euripide
- 2014 : David, cantate
- 2017 : Tous des oiseaux, pièce de théâtre de Wajdi Mouawad
- 2022 : The Way of the Wind, musique du film de Terrence Malick